# 新丸子站
新丸子站（日语：／ Shin-maruko eki */?）是一個位於神奈川縣川崎市中原區新丸子町，屬於東急電鐵的鐵路車站。
軌道名稱上，此站的路線只有東橫線，然而使用此站前後複複線的包括東橫線列車與目黑線列車，在旅客資訊上視為兩條不同路線。東橫線的車站編號是TY10、目黑線是MG10。

## 歷史
- 1926年（大正15年）2月14日 - 此站啟用[3]，當時月台配置為側式月台[3]。
- 1988年（昭和63年）3月 - 月台配置改為島式月台[3]。
- 2000年（平成12年）8月6日 - 東横線複複線化，目黑線通車。

## 結構
本站為島式月台2面4線高架車站。外側2線由東橫線使用，內側2線由目黑線使用。東橫線、目黑線優等列車不停靠本站，月台有效長度僅容納八輛編組，但前後有緊急用月台空間可各容納一輛列車，因此可停靠十輛編組。東橫線、目黑線月台皆設有月台門，東橫線的緊急用月台延伸部分以柵欄封鎖，未設月台門。
目黑線通車前本站為島式月台1面2線構造。

### 月台配置
| 月台 | 路線   | 方向 | 目的地                                                               |
| ---- | ------ | ---- | -------------------------------------------------------------------- |
| 1    | 東橫線 | 下行 | 武藏小杉、橫濱、 港未來21線 元町·中華街方向                          |
| 2    | 目黑線 | 下行 | 武藏小杉、日吉方向、 東急新橫濱線 新橫濱、二俁川方向                 |
| 3    | 目黑線 | 上行 | 目黑、南北線 赤羽岩淵、 埼玉高速鐵道線 浦和美園、三田線 西高島平方向 |
| 4    | 東橫線 | 上行 | 澀谷、副都心線 池袋、 池袋線 所澤、 東上本線 川越市方向              |

（來源：東急電鐵:車站構內圖 （页面存档备份，存于））

### 發車音樂
2012年（平成24年）12月6日起，東橫線月台採用日本職業足球聯盟川崎前鋒加油歌「FRONTALERABBIT」作為發車音樂。

### 內部設備
剪票口旁有LAWSON + toks，付費區外有新丸子東急store。

## 使用情況
2016年度1日平均上下車人次如下。本站接駁的路線巴士少，步行圈內還有優等列車停靠的武藏小杉站（兩站距離僅500公尺），因此本站使用人數較周邊東橫線各站少。
- 東橫線 - 20,248人
- 目黑線 - 6,368人

### 各年度1日平均上下車人次
近年1日平均上下車人次推移如下表。
| 年度               | 東京急行電鐵/東急電鐵 | 東京急行電鐵/東急電鐵 | 東京急行電鐵/東急電鐵 | 東京急行電鐵/東急電鐵 |
| 年度               | 東橫線                | 東橫線                | 目黑線                | 目黑線                |
| 年度               | 1日平均 上下車人次    | 增長率                | 1日平均 上下車人次    | 增長率                |
| ------------------ | --------------------- | --------------------- | --------------------- | --------------------- |
| 2002年（平成14年） | 19,073                |                       | 4,535                 |                       |
| 2003年（平成15年） | 19,250                | 0.9 %                 | 4,577                 | 0.9 %                 |
| 2004年（平成16年） | 20,222                | 5.0 %                 | 4,593                 | 0.3 %                 |
| 2005年（平成17年） | 20,750                | 2.6 %                 | 4,671                 | 1.7 %                 |
| 2006年（平成18年） | 20,949                | 1.0 %                 | 4,949                 | 6.0 %                 |
| 2007年（平成19年） | 21,254                | 1.5 %                 | 5,311                 | 7.3 %                 |
| 2008年（平成20年） | 20,628                | -2.9 %                | 6,042                 | 13.8 %                |
| 2009年（平成21年） | 20,405                | -1.1 %                | 6,215                 | 2.9 %                 |
| 2010年（平成22年） | 19,785                | -3.0 %                | 5,738                 | -7.7 %                |
| 2011年（平成23年） | 19,828                | 0.2 %                 | 5,731                 | -0.1 %                |
| 2012年（平成24年） | 20,190                | 1.8 %                 | 5,983                 | 4.4 %                 |
| 2013年（平成25年） | 20,373                | 0.9 %                 | 5,839                 | -2.4 %                |
| 2014年（平成26年） | 19,945                | -2.1 %                | 5,982                 | 2.4 %                 |
| 2015年（平成27年） | 20,131                | 0.9 %                 | 6,171                 | 3.2 %                 |
| 2016年（平成28年） | 20,248                | 0.6 %                 | 6,368                 | 3.2 %                 |

### 各年度1日平均上車人次
近年1日平均上車人次推移如下表。
- 1日平均上車人次參見神奈川縣縣勢要覽（包括目黑線的上車人次）。

| 年度               | 1日平均 上車人次 | 來源     |
| ------------------ | ---------------- | -------- |
| 1995年（平成07年） | 12,235           | [ * 1 ]  |
| 1998年（平成10年） | 12,010           | [ * 2 ]  |
| 1999年（平成11年） | 11,936           | [ * 3 ]  |
| 2000年（平成12年） | 12,103           | [ * 3 ]  |
| 2001年（平成13年） | 12,096           | [ * 4 ]  |
| 2002年（平成14年） | 11,890           | [ * 5 ]  |
| 2003年（平成15年） | 11,929           | [ * 6 ]  |
| 2004年（平成16年） | 12,456           | [ * 7 ]  |
| 2005年（平成17年） | 12,737           | [ * 8 ]  |
| 2006年（平成18年） | 12,963           | [ * 9 ]  |
| 2007年（平成19年） | 13,362           | [ * 10 ] |
| 2008年（平成20年） | 13,381           | [ * 11 ] |
| 2009年（平成21年） | 13,336           | [ * 12 ] |
| 2010年（平成22年） | 12,761           | [ * 13 ] |
| 2011年（平成23年） | 12,760           | [ * 14 ] |
| 2012年（平成24年） | 13,036           | [ * 15 ] |
| 2013年（平成25年） | 13,085           | [ * 16 ] |
| 2014年（平成26年） | 12,920           | [ * 17 ] |

## 周邊
商店街分布在車站西口（醫大Mall、With Mall等）與東口（新丸子東榮会等）。
新丸子過去是色町，太平洋戰爭後東口站前形成花街。
- 丸子橋（日语：丸子橋）
- 丸子山王日枝神社（日语：山王信仰）
- 京濱伏見稻荷神社（日语：京濱伏見稲荷神社）
- 日本醫科大學新丸子校區、日本醫科大學武藏小杉醫院（日语：日本医科大学武蔵小杉病院）
- 大西學園小學校、大西學園中學校、高等學校（日语：大西学園中学校・高等学校）
- 等等力陸上競技場
- 丸子溫泉
- 川崎新丸子郵便局
- 川崎上丸子郵便局
- 縣道2號東京丸子橫濱線（綱島街道）
- 兒童交通公園舊址
- 神奈川縣齒科醫師信用組合（日语：神奈川県歯科医師信用組合）川崎支店
- WATT MANN（日语：ワットマン）新丸子店

### 巴士路線
- 新丸子站西口（川崎市巴士、東急巴士）
  - <川74> 川崎站西口北、川崎站（東口）（市巴士）
  - <溝03> 小杉站前（東急）
    - 僅單向停車

## 名稱由來
車站設置當時的所在地為橘樹郡中原町大字上丸子，為避免與目蒲線（現東急多摩川線）「丸子站」混淆而命名為「新丸子」站。「丸子站」之後更名為「沼部站」。
「丸子」源自於古時莊園時期此地的丸子莊。

## 相鄰車站
東急電鐵
 東橫線
■特急、□通勤特急、■急行
通過
■各站停車
多摩川（TY09）－新丸子（TY10）－武藏小杉（TY11）
 目黑線
■急行
通過
■各站停車
多摩川（MG09）－新丸子（MG10）－武藏小杉（MG11）

## 延伸閱讀
- 宮田道一. . JTBパブリッシング. 2008-09-01. ISBN 9784533071669.

## 外部連結
- 新丸子（各站資訊） - 東急電鐵（日語）